# Gagra
Gagra (abchasisch/russisch Гагра, georgisch გაგრა) ist eine Stadt in Abchasien. Sie liegt 65 Kilometer nordwestlich von Sochumi an der Küste des Schwarzen Meeres. Sie hat eine Fläche von 772,41 km² und zählt etwa 15.700 Einwohner.

## Geschichte

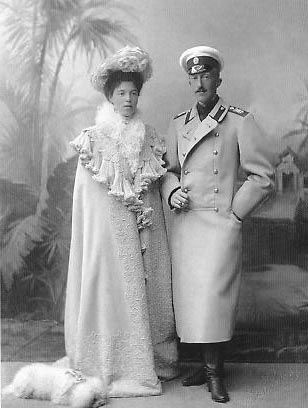
Peter von Oldenburg (rechts), Begründer des Tourismus in Gagra

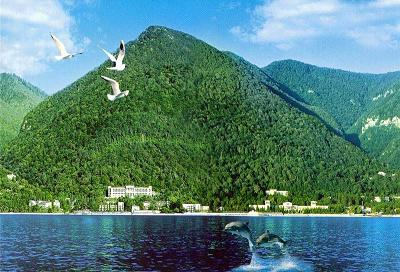
Gagra, Blick vom Schwarzen Meer

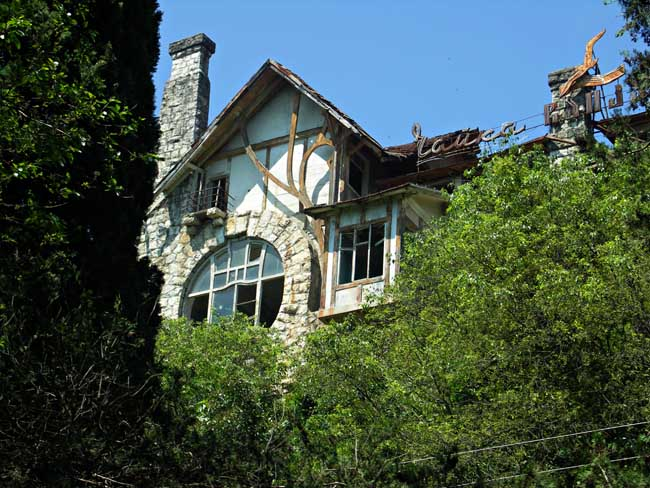
Ehemalige Villa der Familie von Oldenburg in Gagra

Die Stadt wurde im 2. Jahrhundert v. Chr. von griechischen Siedlern zwischen den Flüssen Joechwara und Gagripsch als Triglite gegründet. Es entstand ein kleiner Handelshafen. Zu Beginn des 1. Jahrhunderts kam die Stadt unter römische Kontrolle und erhielt den Namen Nitika. Die Römer bauten eine Festung und verteidigten die Stadt erfolgreich gegen die Goten. Im 6. Jahrhundert wurde unter byzantinischer Herrschaft eine der ersten christlichen Kirchen in der Region errichtet.
Der heutige Name Gagra wurde erstmals 1308 auf einer Landkarte des Italieners Pietro Visconti erwähnt. Im 12. Jahrhundert bauten die genuesischen und venezianischen Kaufleute Gagra zu einem Stützpunkt für den Handel mit Holz, Honig und Sklaven aus. Im 16. Jahrhundert eroberten die ottomanischen Türken die Stadt. Im 18. Jahrhundert kam es zu einem drastischen Niedergang. Die Stadt galt als gewalttätiges Piratennest. 1801 wurde Gagra Teil des Russischen Reichs. Im 9. Russischen Türkenkrieg 1877 und 1878 wurde die Stadt von türkischen Truppen zerstört, die Bevölkerung, zumeist Sads-Abchasen in die Türkei umgesiedelt.
Zu Beginn des 20. Jahrhunderts gestaltete Peter von Oldenburg, ein Schwager des russischen Zaren Nikolaus II., die Stadt zu einem Elite-Urlaubsort um. Er wollte ein „russisches Monte Carlo“ errichten, das die Abwanderung des russischen Geldadels ins Ausland stoppen sollte. Für drei Millionen Rubel aus der Staatskasse entstanden ab 1902 mehrere Spielbanken, ein prächtiger Kurpark, ein Palast, ein Wassersanatorium, ein Hotel im norwegischen Baustil und ein Wiener Luxusrestaurant. Gemeinsam mit seiner Frau Olga Romanowa verlebte Oldenburg die Sommer in Gagra, organisierte große Feste und Militärparaden. Er pflanzte Palmen, Agaven, Zypressen, Zedern, Magnolien, Zitronen- und Orangenbäume und importierte Papageien sowie Affen. Gagra entwickelte sich zum Tummelplatz der russischen High Society. Im Frühjahr 1911 legte erstmals ein Kreuzfahrtschiff des Norddeutschen Lloyd, die Schleswig an. Der mitreisende Feuilletonchef des Berliner Tageblatts, Felix Lorenz, berichtete von einem rauschenden Fest für die 150 Passagiere in dem Urlaubsort.
Nach der Oktoberrevolution gründeten abchasische Kommunisten die Republik von Gagra, führten Massenverhaftungen durch und enteigneten die alten Besitzer. Vergeblich versuchte ein französisches Schwadron, Gagra zu erobern. 1919 wurde Gagra per Dekret ein sowjetischer Urlaubsort. Von 1921 bis 1931 gehörte Gagra zur Abchasischen Sowjetrepublik, welche 1936 der Georgischen SSR zugeschlagen wurde. Im Zweiten Weltkrieg beherbergte es verletzte russische Soldaten. Nach 1945 wurde die Stadt mit neuen Sanatorien ausgerüstet, wuchs enorm und war während des Bestehens der Sowjetunion ein beliebter Ferienort. 1989 hatte die Stadt etwa 26.600 Einwohner.

## Gegenwart

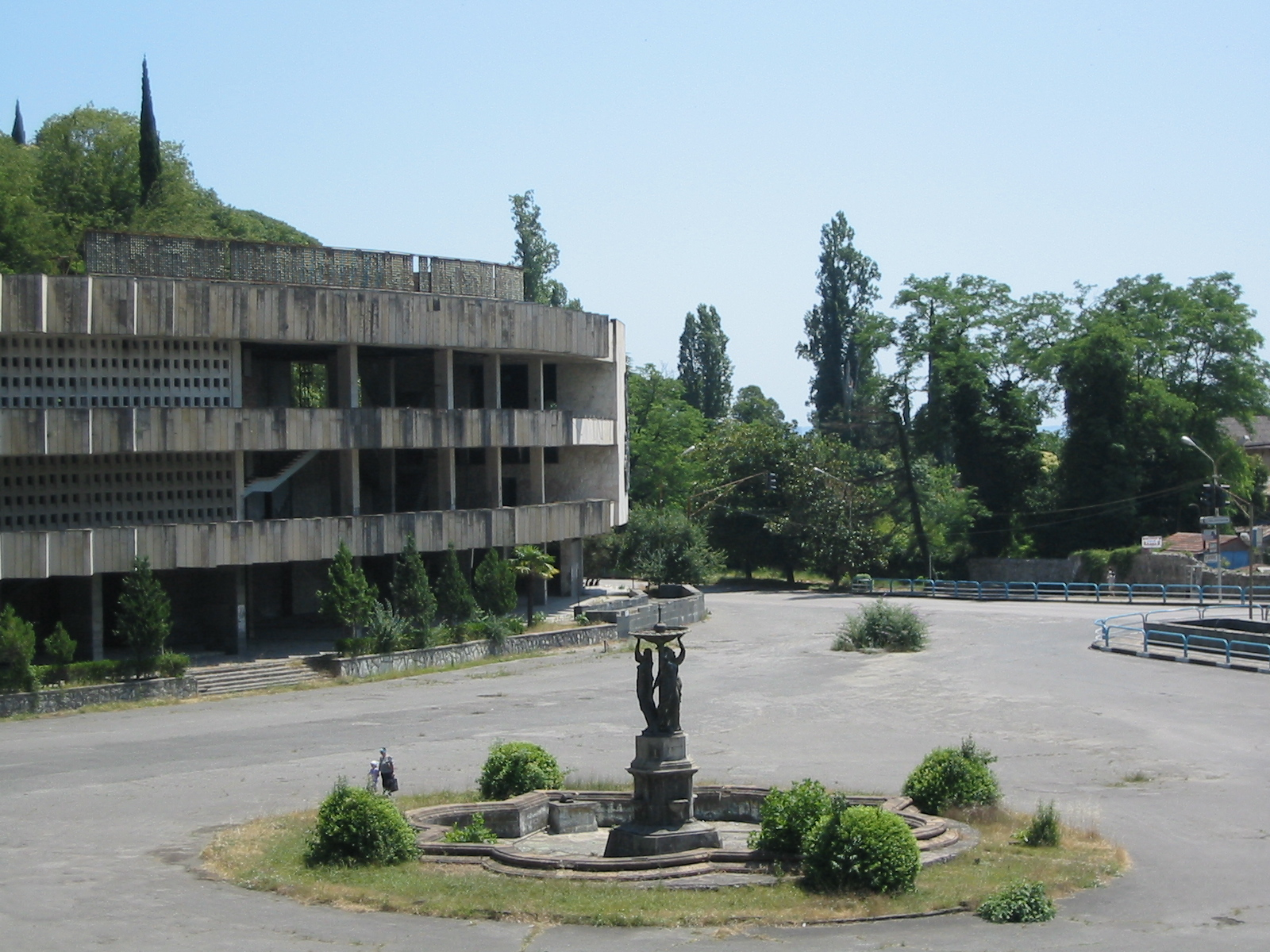
Ehemaliges Einkaufszentrum am Gagarin-Platz (Stadtteil Abaata)

Nachdem Georgien im April 1991 seine Unabhängigkeit erlangt hatte, begann im August 1992 der Sezessionskrieg Abchasiens. Nach der Eroberung Gagras durch abchasische Freischärler am 2. Oktober 1992 wurden in den folgenden Tagen während des Massakers von Gagra hunderte georgische Einwohner, unter ihnen der stellvertretende Bürgermeister, Micheil Dschintscharadse, im Stadion der Stadt zusammengetrieben und erschossen. An der Hauptstraße wurden 50 Georgier an Laternenpfählen aufgehängt. Die Leichen wurden auf eine Müllhalde verbracht und mit Abfall bedeckt.
Der Tourismus brach ein und hat sich erst seit den 2000er Jahren wieder erholt. Die Stadt ist eines der beliebtesten Ferienziele in Abchasien, vor allem für Familien aus Russland, die sparen wollen.

## Klima
Großer Kaukasus im Norden und Gagra-Kamm im Osten schützen Gagra vor kontinentalen Kaltluftwellen und erlauben dem Schwarzen Meer, das Land zu erwärmen. Das Klima ist subtropisch. Die durchschnittliche Lufttemperatur beträgt 15 °C im Jahr. Im Winter sinken die Temperaturen auf minimal 0 °C. Der durchschnittliche Jahres-Niederschlag beträgt 3000 mm. Die Gagra einrahmenden kaukasischen Gipfel sind bis Juli zumeist schneebedeckt und kontrastieren mit grünen, bewaldeten Abhängen und dem blauen Meer.

## Sehenswürdigkeiten

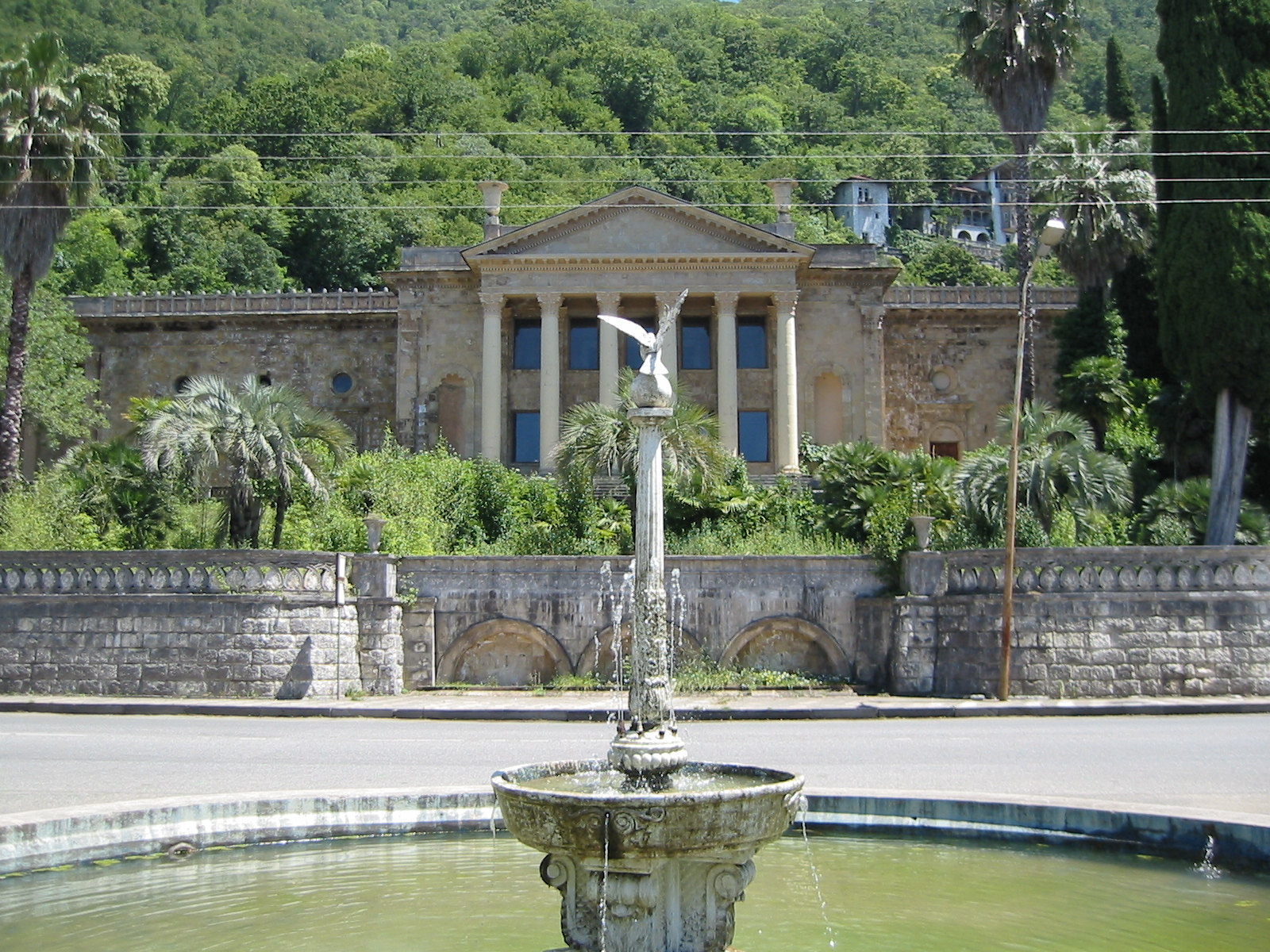
Der Kurpark von Gagra

Gagra beherbergt einen der schönsten Kurparks an der Schwarzmeerküste. Er wurde 1902 bis 1905 vom Architekten Scherwinski im Auftrag des Herzogs von Oldenburg auf einem trockengelegten Sumpfgelände eingerichtet. Er beherbergt heute Palmen von den Kanarischen Inseln und aus China, Zedern aus dem Himalaya und Magnolien aus den USA. Es gibt Pfauen, einen See mit schwarzen australischen Schwänen und einen Teich mit chinesischen Goldfischen. In das Parkgelände integriert ist eine Kirche aus dem 6. Jahrhundert.
Die Uferpromenade von Gagra ist mit Palmen und Platanen bepflanzt. In Bars und Cafés werden Fischgerichte, einheimischer Wein und türkischer Kaffee serviert.
Nahe Gagra liegt der „Blaue See“ (abchasisch Adsiasikwa See). Er ist 180 km² groß und 76 Meter tief. Seine intensive Farbe stammt von Lapislazulimineralien, die in den See geschwemmt werden.

## Städtepartnerschaften
- Wladimir,  Russland[1]
- Sarroch,  Italien[2]

## Söhne und Töchter der Stadt
- Georgi Sitschinawa (* 1944), sowjetischer Fußballspieler
- Wjatscheslaw Tschirikba (* 1959), abchasischer Politiker und Sprachwissenschaftler
- Daur Achwlediani (1964–1993), abchasischer Fußballspieler
- Ruslan Adschindschal (* 1974), russischer Fußballspieler
- Aschot Keschtschjan (* 1977), russischer Schauspieler
- Irakli Kortua (* 1987), georgischer Fußballspieler
- Leon Rustamowitsch Sabua (* 2000), russischer Fußballspieler abchasischer Herkunft